# ФК Фарул Констанца
„Фарул“ (на румънски: FCV Farul Constanţa) е румънски футболен клуб от град Кюстенджа, финалист за „Купата на Румъния“ за 2004/05. Основан през 1920 година. Домакинските си мачове играе на стадион „Виторул“ в град Овидиу, с вместимост 4554 зрители. След обединението с „Виторул“ през 2021 г. играе в Лига I. През сезон 2022/23 за пръв път става шампион на Румъния. В превод „Фарул“ означава „фар“.

## История на имената на клуба
| Години      | Име                      |
| 1920 – 1946 | СПМ Констанца            |
| 1946 – 1949 | ПКА Констанца            |
| 1949 – 1953 | Локомотива ПКА Констанца |
| 1953 – 1958 | Локомотива Констанца     |
| 1958 – 1972 | Фарул Констанца          |
| 1972 – 1988 | ФК Констанца             |
| 1988–       | Фарул Констанца          |

## Успехи

### Национални
Лига I
- Шампион (1): 2022/23

Лига II
- Шампион (5): Дивизия В 1954, Дивизия В 1957/58, Дивизия В 1961/62, Дивизия В 1980/81, Дивизия В 1987/88
- Сребърен медал (2): Дивизия В 1979/80, Дивизия В 2000/01

Лига III
- Шампион (1): 2017/18

Лига IV – Кюстенджа
- Шампион (1): 2016/17

Купа на Румъния
- Финалист (1): 2004/05

### Международни
Интертото
- Финалист (1): 2006

Балканска купа
- Финалист (1): 1964 – 1966